# Gmina Union (hrabstwo Floyd)

Położenie Gminy Union w hrabstwie Floyd

Gmina Union (ang. Union Township) – gmina w USA, w stanie Iowa, w hrabstwie Floyd. Według danych z 2000 roku gmina miała 682 mieszkańców, a jej powierzchnia wynosi 106,59 km².